# Dinos Legeland
Dinos Legeland er 2 indendørs legelande i Danmark, med dinosaurer som tema. Dinos Legeland er beliggende i Ørestad (åbnet i 2019), Ishøj (åbnet i 2014) Begge legelande er ca. 4.000 m2 store, hvilket gør dem til nogle af de største legelande i Nordeuropa. Legelandene er for børn mellem 0 og 12 år, og indeholder bl.a Danmarks højeste klatrevulkaner, ligesom Ørestad byder på Danmarks højeste spiralrutsjebane på 10 meters højde.   
Dinos Legeland er familieejet og beskæftiger, anno 2023, tilsammen ca. 70 medarbejdere.  
Dinos Legeland har en søstervirksomhed, Airtrix Trampolinpark, som er beliggende i Nordhavn (åbnet i 2018) og Ishøj (åbnet i 2023). Airtrix i Nordhavn tilbyder trampolinpark, klatrepark, parkourpark og udendørs minigolf. Airtrix i Ishøj tilbyder trampolinpark og lasertag arena. Airtrix beskæftiger anno 2023 tilsammen ca. 70 medarbejdere. 

## Forlystelser
Begge Dinos Legelande er bygget op af legestrukturer i op til 4 etagers højde, og indeholder mange forlystelser:
- CargoTower Stejlt klatretårn.
- Tube DropSlide Stejl rør-rutsjebane
- RobeCourse Balance gangbro
- Drop Slide Stejl rutsjebane med fritfaldsfornemmelse.
- Dougnut Glider Glidebane med kæmpe-baderinge.
- Shooter Skydearena med 8 kanoner.
- Vulcano Tårnhøj klatrevulkan med 5 m høj rutsjebane.
- MultiArena Multiarena med fodbold og basketball.
- Astra Slide Stor bølget dobbelt-rutsjebane.
- Trampoline High Trampoliner i 1.sals højde.
- Trampoline Low trampoliner i normal højde.
- Ball Pool Boldhav med bolde.
- Fall Oppustelig rutsjebane.
- RollerRun Dobbelt kælkebane.
- PowerTower Klatretårn
- Ladder Challenge En helt umulig stige.
- Spinner Slide En rundtosset rutsjebane med fald på måtte
- FunBlocks Store LEGOklodser
- Cars Elbiler
- Bumper Cars Radiobiler
- TriCykles Rundt i ring på trehjulede minicykler.
- Toddler Fun Småbørnsområde til de 0-4 årige
- Air-Hockey
- Bordfodbold
- Bordtennis
- m.m.

## Konceptet Legeland
Konceptet med legelande startede oprindeligt i USA i 1970´erne, men kom først for alvor til Europa i midten af 1990´erne. 
I Danmark har der været mindre legelande siden starten af nullerne, men har først rigtigt taget fart med store professionelle legelande fra omkring 2015 og frem. 
Konceptet med legelande er, at børn kan lege indendørs i store legestrukturer med forskellige forlystelser (fx trampoliner, rutschebaner m.m.).